# ココアビーチ

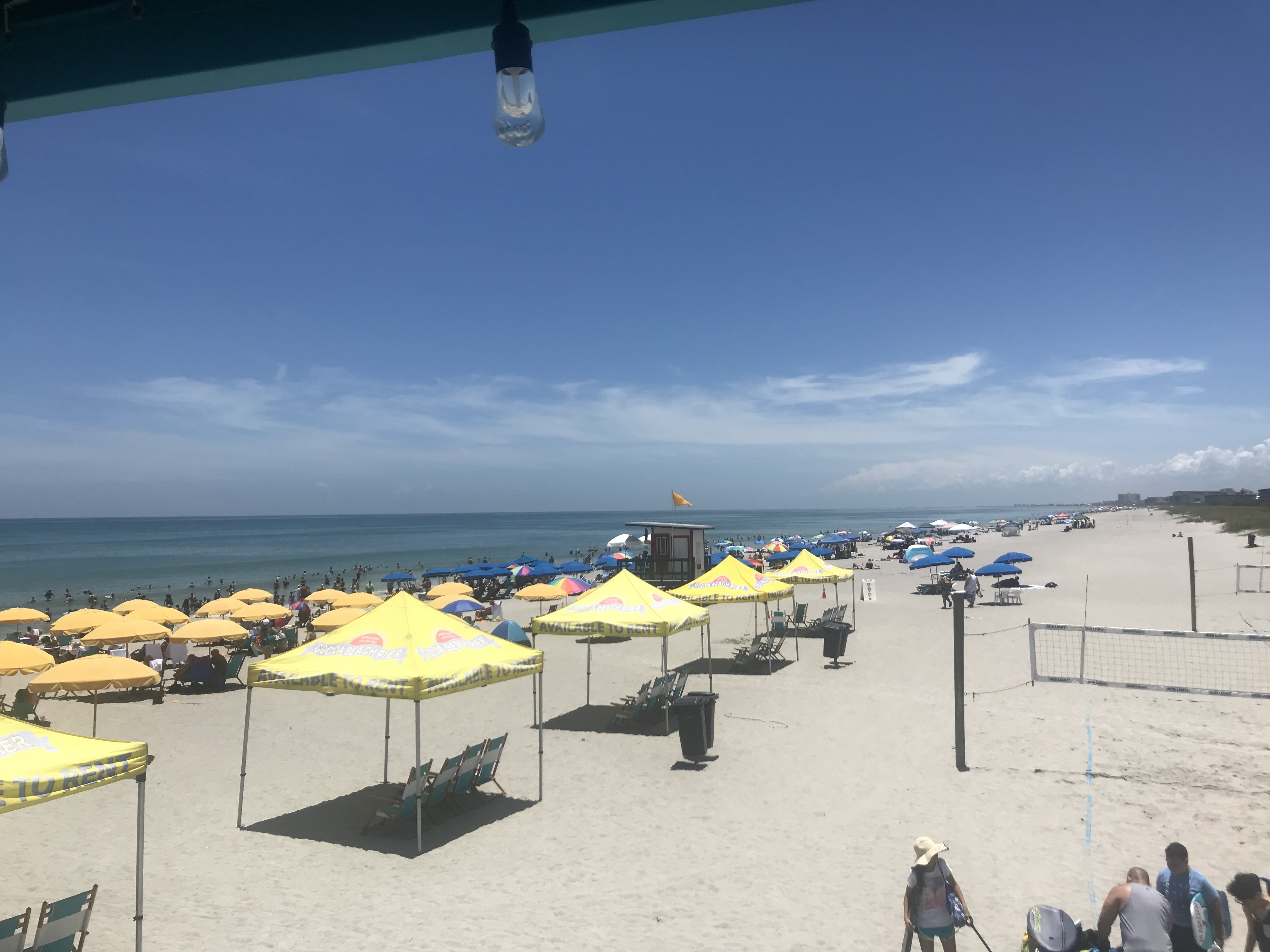

ココアビーチ（Cocoa Beach）は、アメリカ合衆国フロリダ州のブレバード郡にある都市。人口は1万1341人（2022年推計） 。

## 概要
フロリダ州東海岸に連なるビーチリゾートのひとつ。学校の春休み期間中は、全米から学生や家族連れが訪れる。また、ケネディ宇宙センターにもほど近く、マーキュリー計画の時代から現在に至るまで多くの観光客がこのビーチからロケット打ち上げを見守ってきた。市の定住者は引退した高齢者が多い。

## 地理

ブレバード郡内の位置

ココアビーチは砂が堆積したバリアー島の上にある。座標は、北緯28度19分52秒 西経80度36分47秒 / 北緯28.33111度 西経80.61306度。
アメリカ合衆国統計局によると、ココアビーチ市は総面積39.0km²（15.0mi²）である。そのうち12.7km²（4.9mi²）が陸地で26.3km²（10.1 mi²）が水域である。総面積の67.49%が水域となっている。
フロリダ州の多くの都市同様、ココアビーチの気候は温暖な冬と蒸し暑い夏に特徴付けられる。ケッペンの気候区分ではCfa（温暖湿潤気候）に属するが、実際は熱帯に近い、いわゆる亜熱帯と呼ばれる気候である。

## 交通
ココアビーチ市の中心部をフロリダ州道A1A号線が貫いている。A1A号線は大西洋岸のビーチリゾートを結びながら州の東海岸を南北に貫く道路である。市街地は砂の島の上に形成されており、本土とはメリット・アイランド・コーズウェイ（w:Merritt Island Causeway）という橋でつながっている。本土側には「ココア市」があり州間高速道路95号線が南北に走っている。
カーレースで知られるデイトナビーチは北北西約130kmに位置し、所要約1時間半である。また、ウォルト・ディズニー・ワールド・リゾートやユニバーサル・オーランド・リゾートなど数多くのテーマパーク群で知られるオーランドは西約95kmに位置し、所要約1時間である。

## 人口動勢

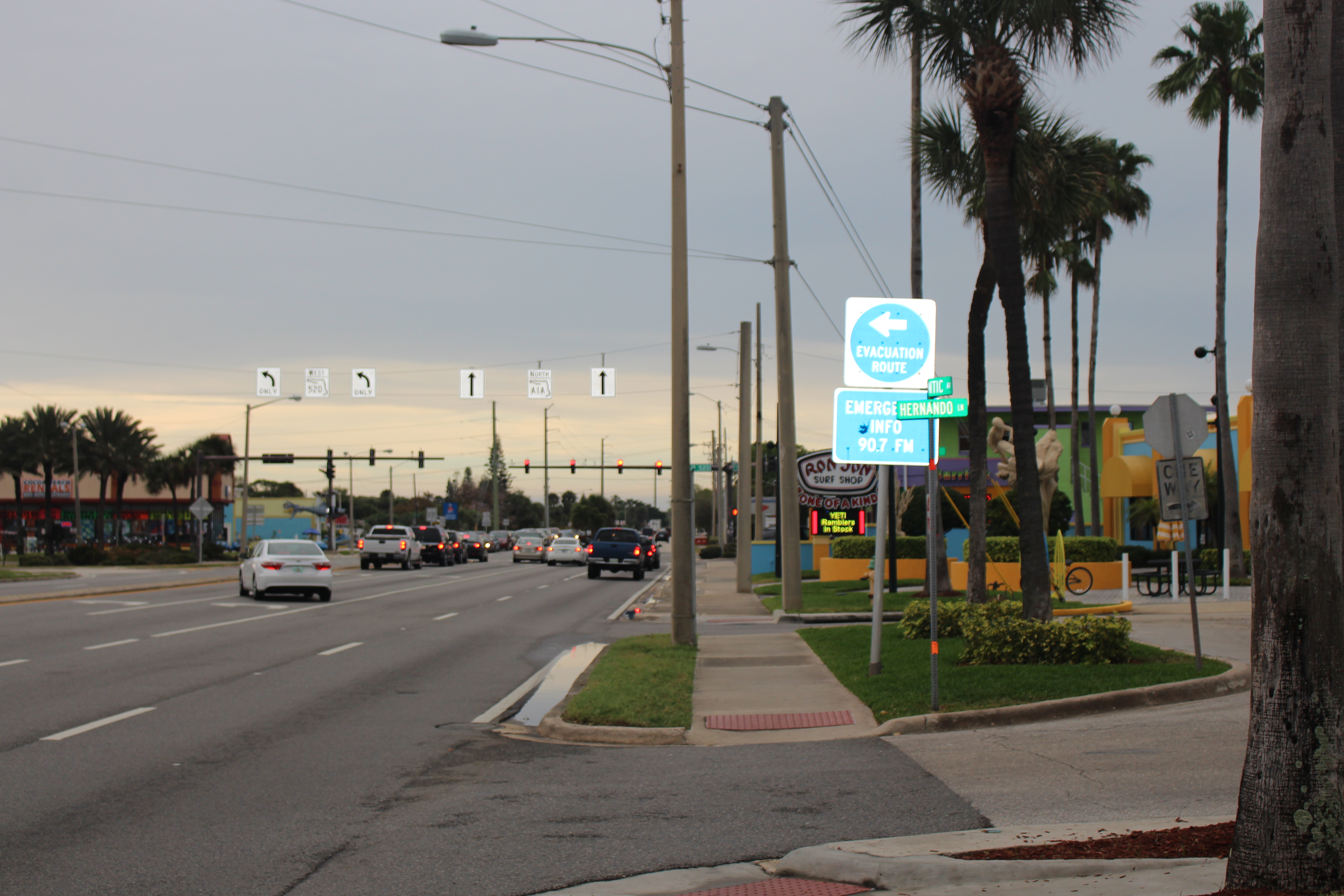
州道A1A

以下は2000年国勢調査における人口統計データである。
| 基礎データ - 人口: 12,482人 - 世帯数: 6,529世帯 - 家族数: 3,532家族 - 人口密度: 985.5人/km²（2,552.1人/mi²） - 住居数: 8,709軒 - 住居密度: 687.6軒/km²（1,780.6軒/mi²） 人種別人口構成 - 白人: 96.64% - アフリカン・アメリカン: 0.62% - ネイティブ・アメリカン: 0.22% - アジア人: 1.07% - 太平洋諸島系: 0.06% - その他の人種: 0.30% - 混血: 1.08% - ヒスパニック・ラテン系: 2.52% 年齢別人口構成 - 18歳未満: 12.2% - 18-24歳: 3.8% - 25-44歳: 22.0% - 45-64歳: 27.6% - 65歳以上: 34.4% - 年齢の中央値: 54歳 - 性比（女性100人あたり男性の人口） - 総人口: 99.3 - 18歳以上: 96.4 | 世帯と家族(対世帯数） - 18歳未満の子供がいる: 12.9% - 結婚・同居している夫婦: 45.5% - 未婚・離婚・死別女性が世帯主: 5.8% - 非家族世帯: 45.9% - 単身世帯: 38.3% - 65歳以上の老人1人暮らし: 18.7% - 平均構成人数 - 世帯: 1.91人 - 家族: 2.47人 収入と家計 - 収入の中央値 - 世帯: 42,372米ドル - 家族: 51,795米ドル - 性別 - 男性: 39,418米ドル - 女性: 27,113米ドル - 人口1人あたり収入: 28,968米ドル - 貧困線以下 - 対人口: 6.5% - 対家族数: 3.7% - 18歳未満: 9.8% - 65歳以上: 4.0% |

## 同市出身の有名人
- ココアビーチはサーフィンの世界チャンピオン、ケリー・スレーターの出身地である。

## 姉妹都市
- キュステンディル、ブルガリア